# Ellene Mocria
Woizero Elleni Mekuria ou Ellene Mocria, née en 1941, morte en 2021, est une journaliste éthiopienne de radio et de télévision. Après avoir rejoint le service extérieur de la Voix de l'Éthiopie en 1962, elle devient la première femme présentatrice et productrice de nouvelles radiophoniques en Éthiopie. En 1964, lorsque la télévision éthiopienne commence à émettre, elle devient la première femme journaliste de télévision à apparaître à l'écran et à prendre la parole.

## Biographie
Ellene Mocria est née à Addis-Abeba le 10 octobre 1941. Son père, Mocria Wolde Selassie, est agronome. Sa mère Suzi Workneh est la fille d'un médecin et diplomate, Workneh Eshete. Après avoir fréquenté la Sandford English School, Ellene Mocria obtient une bourse pour étudier les soins infirmiers à l'université américaine de Beyrouth, mais elle est exclue de la formation. Elle a l'intention de s'inscrire à l'université d'Addis-Abeba pour devenir assistante sociale, mais entre-temps, elle répond à une offre d'emploi sur un poste d'annonceur de radio et de présentateur de nouvelles en anglais pour le nouveau service extérieur de Radio Ethiopia.
Ellene Mocria est engagée comme productrice de programmes et présentatrice de nouvelles en anglais au Service extérieur en septembre 1962, présentant des bulletins d'information ainsi que des programmes musicaux tels que Music to Remember et Lie Back and Listen. Cataloguant les collections musicales de la station, elle est finalement promue à la tête de la bibliothèque de transcription. Elle complète la collection d’enregistrements de la station avec une collection de ses propres disques 78 tours. En 1964, lorsque la télévision éthiopienne est créée, Ellene Mocria et Samuel Ferenji, directeur-général d’EBC deviennent les premiers journalistes de télévision apparaissant à l'écran, juste avant le discours inaugural de l’empereur Haïlé Sélassié Ier. Poursuivant aussi son travail à la radio, elle présente TV Mag et interviewe des personnalités pour Guest of the Week.
Au début des années 1970, elle quitte la télévision pour devenir coordinatrice des écoles professionnelles gérées par l'Association chrétienne des jeunes femmes YWCA, Young Women's Christian Association. Après la révolution éthiopienne, de nombreux travailleurs de la YWCA sont arrêtés. Elle collecte des fonds pour permettre aux stagiaires d'obtenir leur diplôme, mais la YWCA est ensuite nationalisée et fermée.
Ellene retourne à la radiodiffusion en travaillant pour Radio Voice of the Gospel (RVOG), plus tard nationalisée sous le nom de Radio Voice of Revolutionary Ethiopia (Voix radiophonique de l'Éthiopie révolutionnaire). Elle se souviendra plus tard des pressions politiques exercées par le ministère de l'information : « La première chose que nous devions faire était d'insulter le gouvernement précédent et de glorifier le communisme. Ensuite, nous avons été autorisés à lancer nos programmes ». Elle est consécutivement interdite de radio, promue chef du bureau des relations publiques du service extérieur et mise à la retraite un an plus tard. Elle travaille ensuite comme consultante, correspondante de la BBC et formatrice en journalisme. Pendant un an, à partir de janvier 2002, elle est présentatrice en langue anglaise pour Radio UNMEE, gérée par la Mission des Nations unies en Éthiopie et en Érythrée (MINUEE).
En 2003, elle fait don de sa collection musicale à l'Institut d'études éthiopiennes.
Ellene Mocria meurt à 79 ans d'un cancer à Addis-Abeba le 21 juillet 2021. Mariée à un ami d'adolescence, l'ingénieur Seyfu Lemma, pendant plus de 50 ans, elle a eu quatre filles (dont une adoptée) et sept petits-enfants.